# Larceveau-Arros-Cibits
Larceveau-Arros-Cibits là một commune tỉnh Pyrénées-Atlantiques, thuộc vùng Nouvelle-Aquitaine, tây nam nước Pháp.